# Országos tűzvédelmi szabályzat
Az Országos Tűzvédelmi Szabályzat (OTSZ) meghatározza, hogy létesítményt, építményt létesíteni – ideértve a tervezést, az átalakítást, illetve rendeltetésének módosítását is – valamint a létesítményt, építményt, gépet, berendezést, eszközt és anyagot – a robbanó és robbantó anyagok, valamint a pirotechnikai termékek kivételével – használni, technológiát alkalmazni az e rendeletben meghatározott tűzvédelmi szabályok, tűzvédelmi műszaki követelmények betartásával lehet.

## Története

### Hatályos
Az új Országos Tűzvédelmi Szabályzat (5.1) 2020. január 22-én lépett hatályba. Az új rendelet szakít a korábbi rendszerrel és csak alapvető szabályokat határoz meg, műszaki és biztonsági szint meghatározása minden esetben a fejezetekhez tartozó Tűzvédelmi Műszaki Irányelvek (TvMI) lesz.

### Tűzvédelmi szabályzattal kapcsolatos legfontosabb jogszabályok
- 1996. évi XXXI. törvény Tűzvédelmi törvény
- 54/2014. (XII. 5.) BM rendelet az Országos Tűzvédelmi Szabályzatról
- 30/1996. (XII. 6.) BM  tűzvédelmi szabályzat készítéséről Archiválva 2017. január 1-i dátummal a Wayback Machine-ben
- 9/2015. (III. 25.) BM rendelet tűzvédelmi végzettségű kötelező foglalkoztatásról és képesítési követelményekről
- 259/2011. (XII. 7.) Korm. rendelet a tűzvédelmi bírságról

### Tűzvédelmi szabályzatot kell készíteni, ha
a) a munkavégzésben részt vevő családtagokkal együtt ötnél több munkavállalót foglalkoztatnak,
b) az általuk üzemeltetett, bérelt épületrész, épület területén található olyan helyiség, amelynek a legnagyobb befogadóképessége meghaladja az 50 főt,
c) kereskedelmi szálláshelyet üzemeltetnek.

### A Tűzvédelmi Szabályzat tartalma
- a tűzvédelmi feladatokat is ellátó személyek feladatait és kötelezettségeit;
- a tűzvédelmi szervezet feladatára, felépítésére, működési és irányítási rendjére, valamint a finanszírozására vonatkozó szabályokat;
- az építményekre, szabadterekre vonatkozó eseti tűzvédelmi használati szabályokat, előírásokat;
- a tevékenységre vonatkozó tűzvédelmi használati szabályokat, előírásokat;
- az alkalomszerű tűzveszélyes tevékenység végzéséhez szükséges írásbeli feltételek meghatározására, illetve előzetes egyeztetésére jogosult személyek felsorolását;
- a tűzvédelmi oktatással kapcsolatos feladatokat és a munkavállalókra vonatkozó tűzvédelmi képesítési követelményeket;
- a munkavállalóknak a tűzjelzéssel, tűzoltással, műszaki mentéssel kapcsolatos feladatait;
- a létesítményi tűzoltóság működésének, szolgálatellátásának, tagjai díjazásának szabályait;
- a tevékenység helyszínét képező és 50 főnél nagyobb befogadóképességű helyiséget tartalmazó önálló rendeltetési egység vagy önálló rendeltetési egységen belüli, helyiségcsoport (építményrész) esetében a –kiürítési számítással vagy azzal egyenértékű módon igazolt – megengedett maximális befogadóképességet;
- az előző pont szerinti esetekben a megengedett maximális befogadóképességnek megfelelő helyiséghasználat módját és felelősét;
- a készítője nevét és elérhetőségét, valamint a készítő aláírását.

### Legfontosabb változások 2016. január 1-től
- Tűzvédelmi szabályzatnak tartalmaznia kell a készítője nevét és elérhetőségét, valamint a készítő aláírását.
- Tűzvédelmi szabályzatot középszintű ill. felsőszintű tűzvédelmi szakképesítéssel rendelkező személy készíthet, módosíthat
- A háromszintesnél magasabb és tíznél több lakó- és üdülőegységet magában foglaló épületben, épületrészben a közös képviselő vagy az intézőbizottság elnöke, ezek hiányában az épület, épületrész tulajdonosa köteles írásban kidolgozni az épületre, épületrészre vonatkozóan tűzvédelmi használati szabályokat
- A gazdálkodó szervezetnek  középszintű ill. felsőszintű tűzvédelmi szakképesítéssel rendelkező személyt kell foglalkoztatni 9/2015. BM rendeletben meghatározott esetekben.
- Ahol jogszabály felsőszintű tűzvédelmi szakképesítéssel rendelkező személy alkalmazását írja elő, a tűzvédelmi oktatást kizárólag felsőszintű tűzvédelmi szakképesítéssel rendelkező személy tarthat.

### Korábbi
- 28/2011. (IX. 6.) BM rendelet az Országos Tűzvédelmi Szabályzatról[1] (használati név: OTSZ)